# Luis Hernández (Baseballspieler)
Luís Andres Hernández Mendoza (* 26. Juni 1984 in Quíbor, Lara, Venezuela) ist ein venezolanischer Baseballspieler in der Atlantic League of Professional Baseball. Der Shortstop steht aktuell bei den Bridgeport Bluefish unter Vertrag.

## Karriere

### Atlanta Braves
Hernández wurde am 16. September 2000 von den Atlanta Braves unter Vertrag genommen. Zu diesem Zeitpunkt war der Spieler ein Free Agent, der nie bei einem MLB Draft ausgewählt wurde. In den folgenden fünf Jahren spielte Hernández im Minor-League-System der Braves.

### Baltimore Orioles
Am 12. Oktober 2006 wurde Hernández von den Baltimore Orioles als Spieler übernommen und feierte gut ein Jahr später sein Debüt in der Major League gegen die Texas Rangers. Während der Spielzeit 2008 lieferte sich Hernández ein teaminternes Duell um die Shortstop-Position mit Brandon Fahey. Zum Ende der Spielzeit kam Hernández nur auf 36 Einsätze, Fahey hingegen spielte 58-mal. Zum Saisonende bekamen beide Spieler keinen neuen Vertrag und wurden Free Agents.

### Kansas City Royals
Vor der Saison 2009 unterschrieb Hernández einen Minor League Vertrag bei den Kansas City Royals, wurde aber bereits im Mai des Jahres in den Kader des MLB-Teams berufen. Bereits zwei Monate später musste er seinen Platz für die Neuverpflichtung Ryan Freel wieder räumen und wurde zum Jahresbeginn 2010 entlassen.

### New York Mets
Ab 2010 spielte Hernández bei den Buffalo Bisons, dem AAA-Minor League Team der New York Mets. Ab August 2010 kam er zu 17 Einsätzen im MLB-Team. Nach starken Leistungen endete seine Saison bereits im September mit einer Verletzung. Der Spieler hatte sich in der Partie gegen die Atlanta Braves einen Foulball auf den rechten Fuß geschlagen und sich einen Knochen im Mittelfuß gebrochen. Einen Pitch später gelang ihm trotz der Verletzung noch ein Home Run. Am 14. Oktober 2011 wurde er von den Mets in den Free Agent Status entlassen.

### Texas Rangers
Luis Hernández unterschrieb am 30. November 2011 einen Minor League Vertrag bei den Texas Rangers. Dort spielte er hauptsächlich bei den Round Rock Express, dem Triple-A-Team der Rangers. In der MLB-Saison 2012 kam Hernández noch zu zwei Einsätzen als Designated Hitter in der MLB, allerdings ohne dass ihm ein Hit gelang. Am 12. Oktober 2012 entließen ihn die Rangers in den Free Agent Status.

### Cleveland Indians
Nach Vertragsschluss mit den Cleveland Indians am 5. November 2012 spielte er erneut hauptsächlich auf Triple-A Niveau bei den Columbus Clippers. Nach Vertragsende im November 2013 war er erneut Free Agent.

### Bridgeport Bluefish
Am 29. März 2016 unterzeichnete Hernández einen Vertrag bei den Bridgeport Bluefish in der Atlantic League of Professional Baseball, einer von der MLB unabhängigen Profiliga, die im Nordosten der Vereinigten Staaten angesiedelt ist.